# Zelve

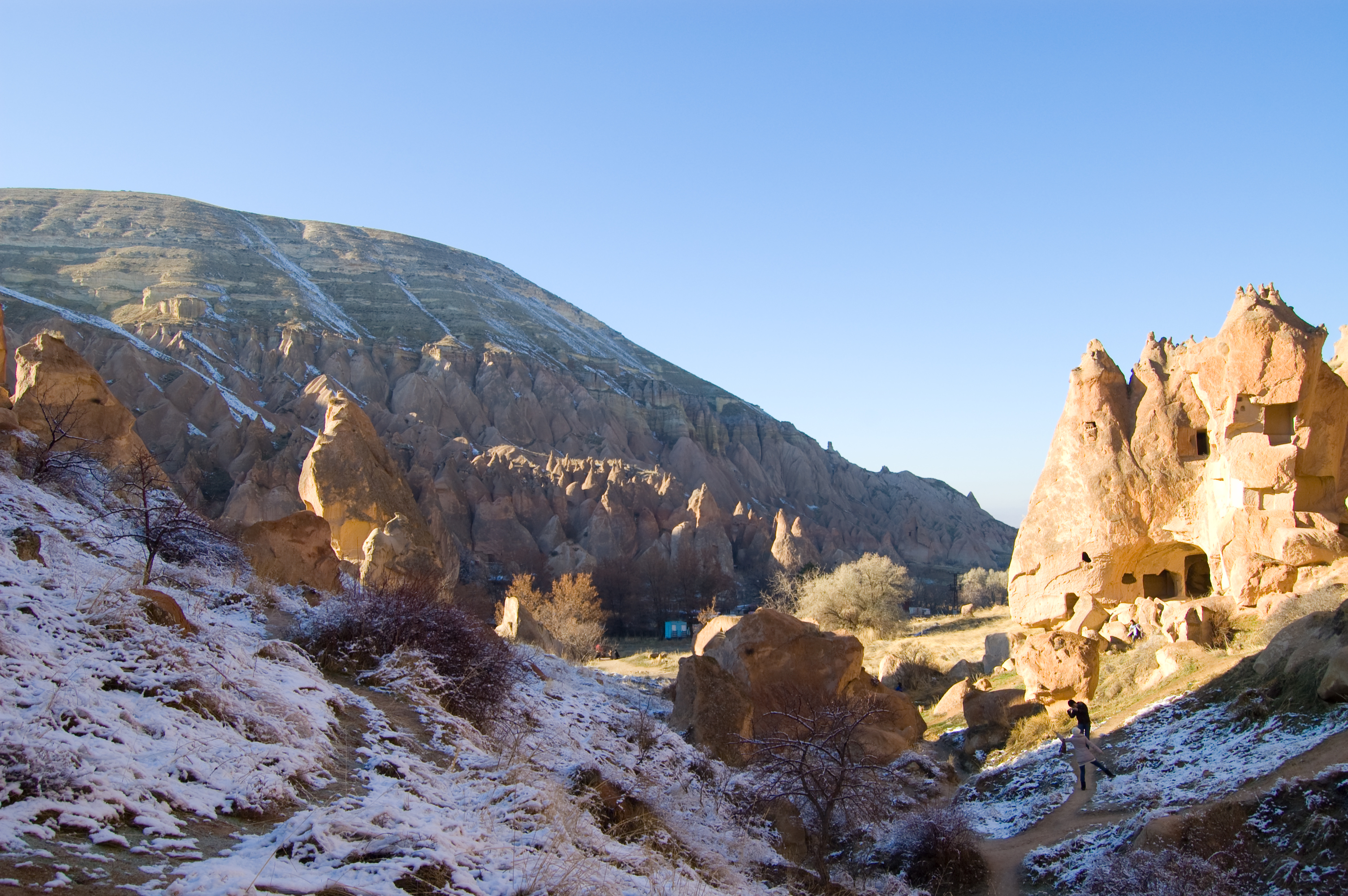

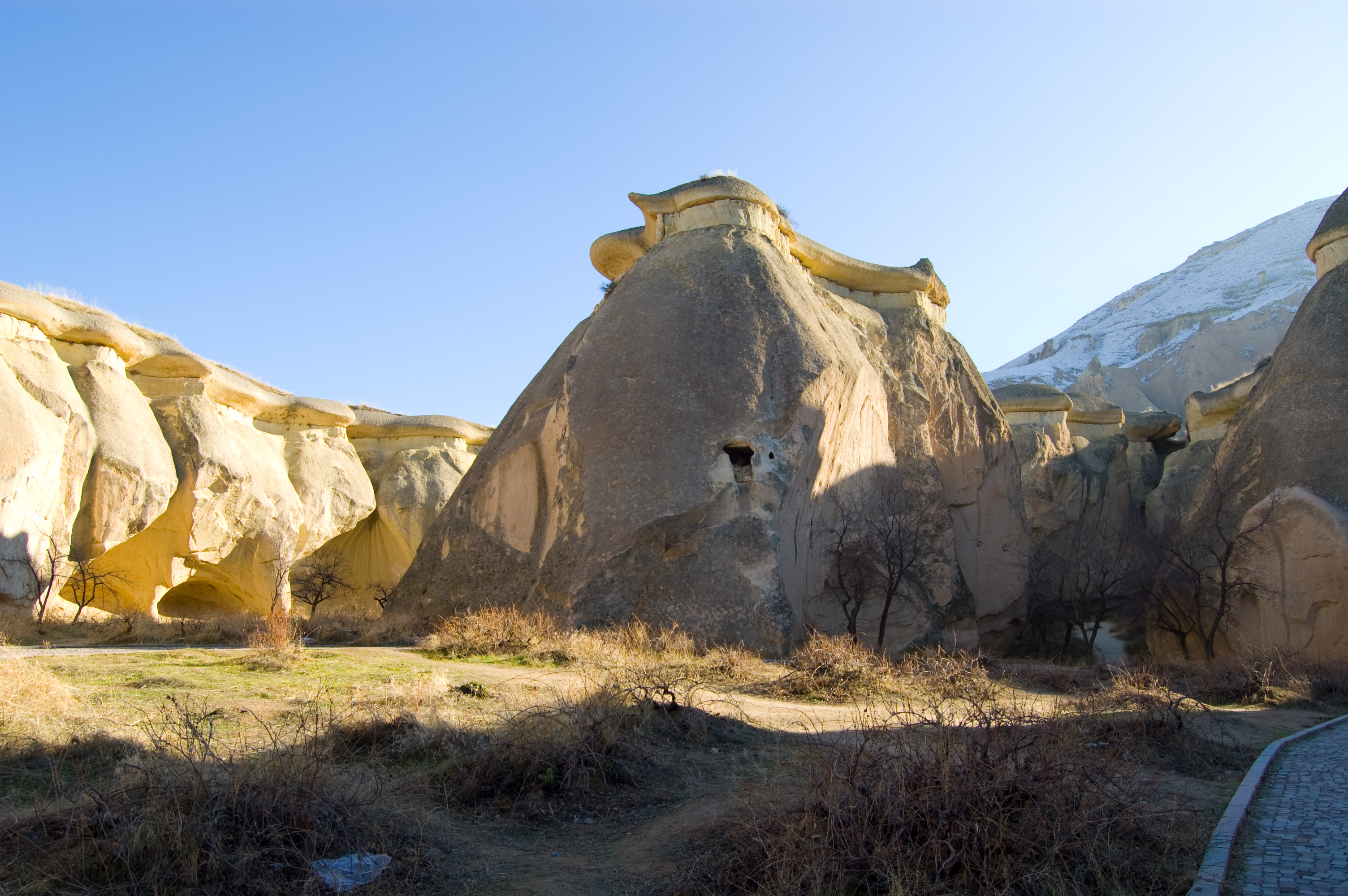

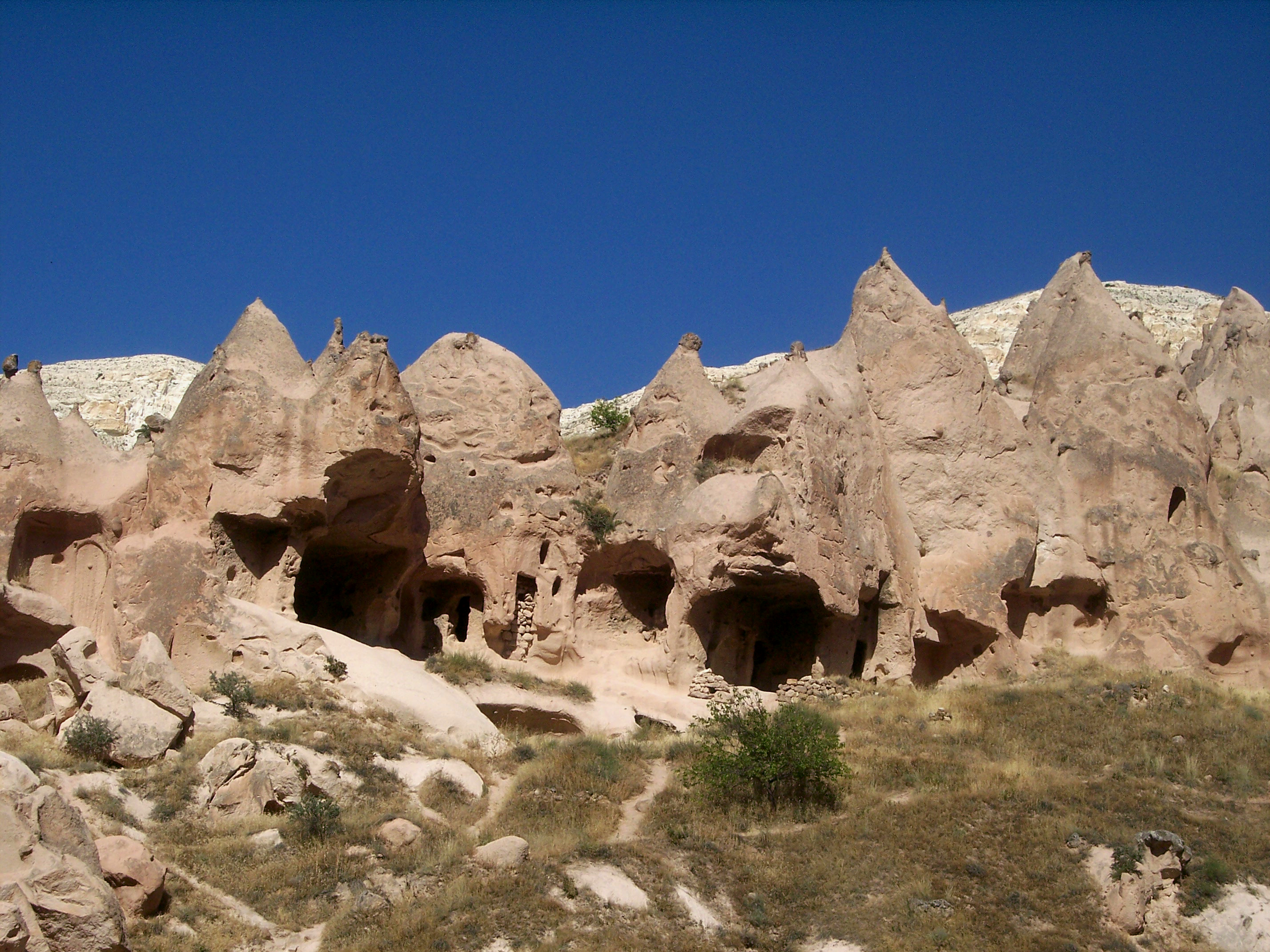

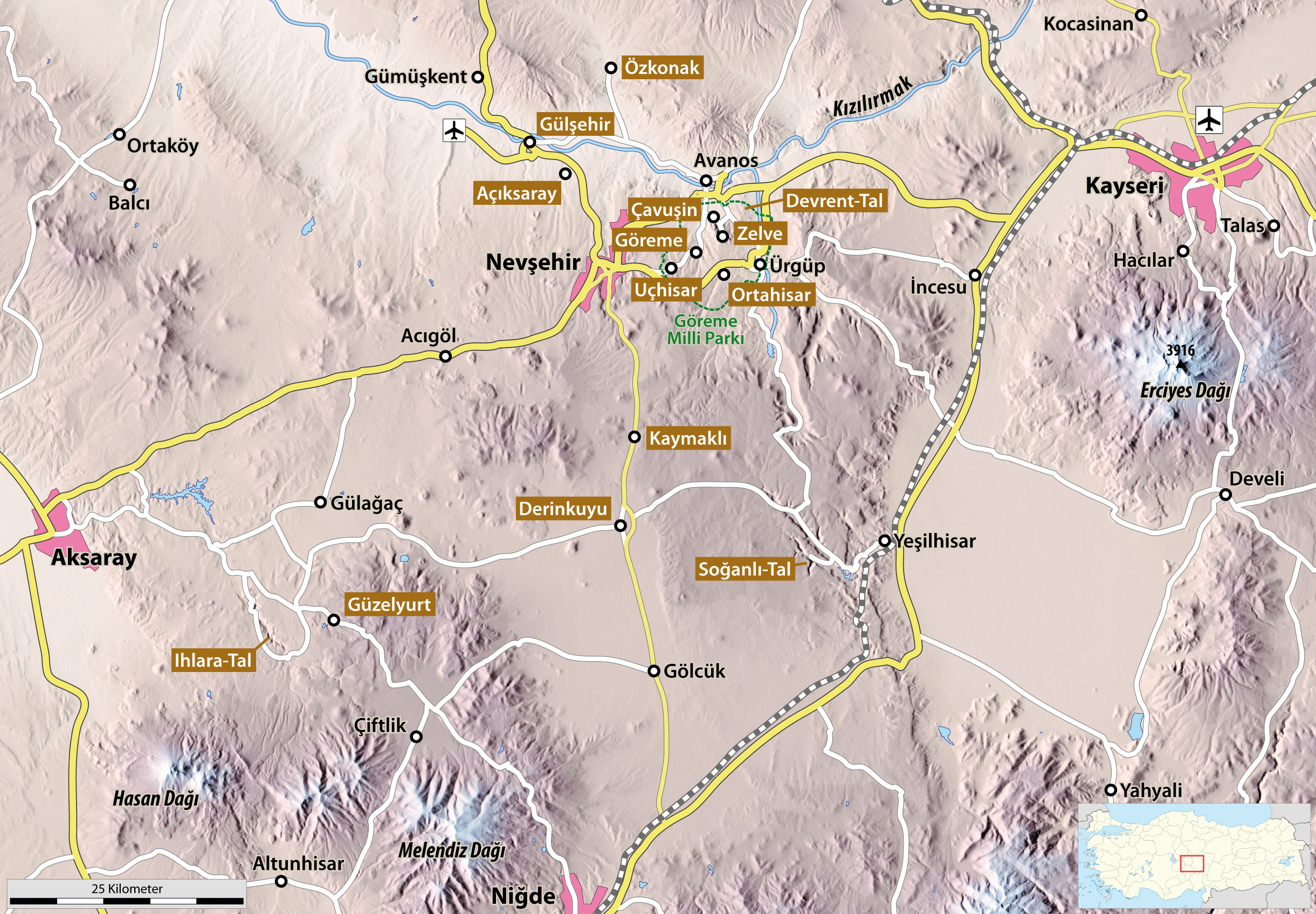
Mapa da Capadócia com os principais pontos turísticos em destaque.

Zelve (ou Eski Zelve, "Velha Zelve") é um conjunto de três vales da região histórica e turística da Capadócia. A área faz parte do distrito de Avanos e da província de Nevşehir e situa-se nas imediações da aldeia de Aktepe (ou Yeni Zelve, "Nova Zelve"), cerca de 5 km a sul de Avanos, a 3 km de Cavuşin e a 1 km de Paşabağları.
A área é famosa por ter sido um centro monástico  e pela sua beleza natural, nomeadamente as formações geológicas peculiares características da Capadócia, como as chaminés de fada, cuja concentração é aqui maior do que em qualquer outro local.
Só há uma entrada para os três vales, o que faz da área um recinto natural, o qual foi constituído no "Museu ao Ar Livre de Zelve" em 1967. As rochas de Zelve são mais avermelhadas do que no resto da Capadócia. Essa ocorrência e as formas caprichosas das rochas empresta um ar marciano à paisagem local, algo mais evidente num dos vales que é praticamente desprovido de vegetação.

## História
Não se sabe ao certo quando as populações humanas começaram a viver nos abrigos escavados na rocha, um hábito também comum em áreas vizinhas como Uçhisar, Göreme e Cavuşin, que em Zelve durou até 1952, quando as populações foram realojadas para a nova aldeia de Yeni Zelve (Nova Zelve), atualmente chamada Aktepe, a 2 km de distância, por haver o risco de derrocadas após um terramoto. Devido a esse risco, é frequente que algumas partes de Zelve estejam interditas aos visitantes.
Supõe-se que Zelve já seria habitada no tempo dos romanos. Certamente que o era durante o período bizantino e foi sucessivamente ocupada por seljúcidas, gregos e otomanos. Até 1923, a população era mista de gregos cristãos e turcos muçulmanos.

## Construções

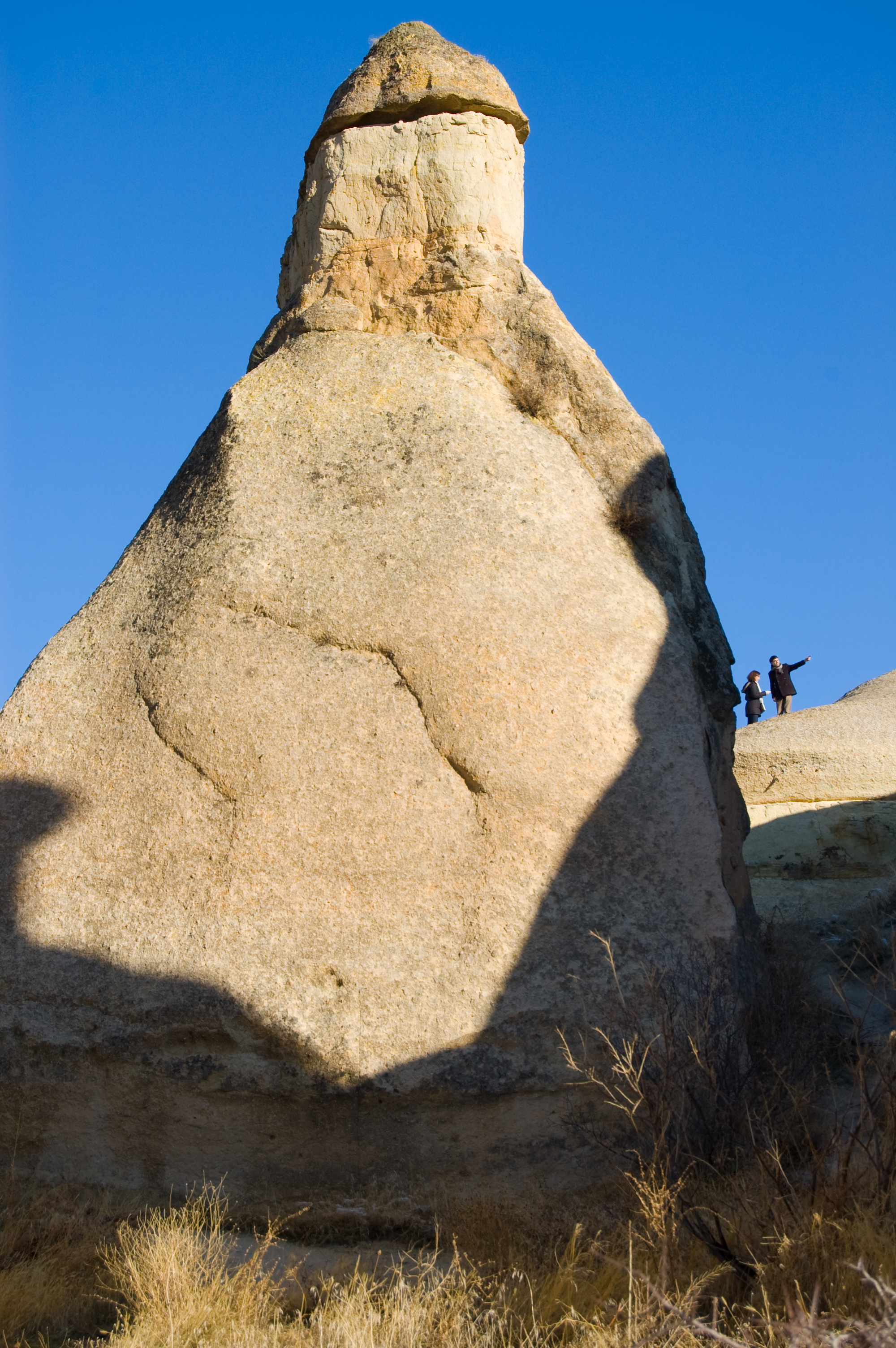

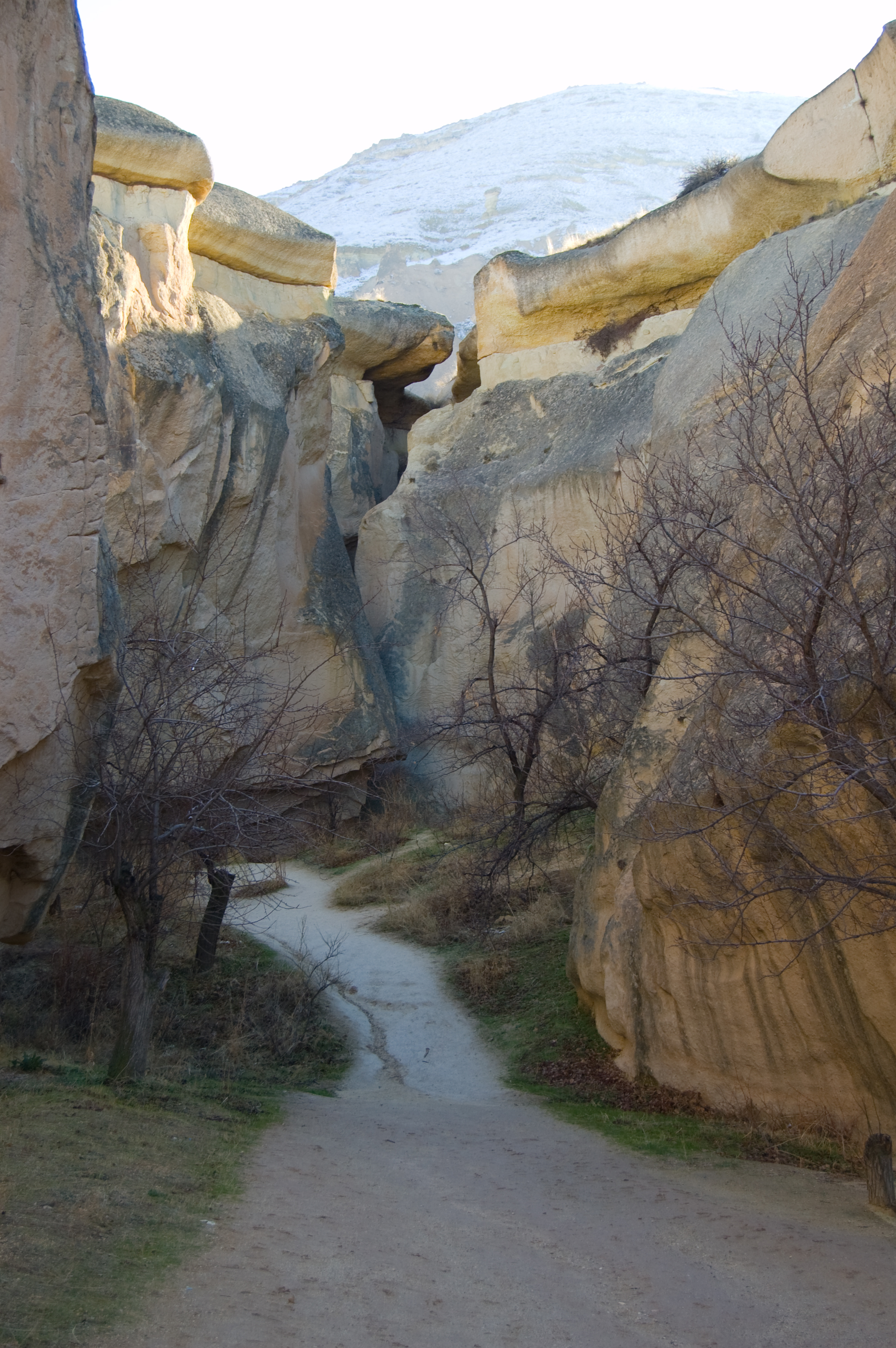

Além das instalações religiosas, existem várias habitações e outras estruturas utilitárias, como estábulos e armazéns, pombais, um moinho de vento, uma pequena mesquita e um túnel, com cerca de 100 m de comprimento, que liga o vale da entrada, a sul, ao vale do meio.
A maior parte das habitações está interligada por uma rede de túneis e escadarias cavadas na rocha, que em certos casos são apenas simples cavidades ou protuberâncias em escarpas quase verticais. O acesso a muitas das cavernas requer boa forma física, devido à inclinação e à distância entre os apoios para os pés, e é desaconselhada a quem sofra de vertigens ou de claustrofobia.
A única construção de alvenaria e tijolo encontrada nos três vales é a fachada e o minarete da mesquita,  cuja nave é escavada na rocha, como as igrejas.

## Complexo monástico
O complexo monástico, instalado em cavernas seminaturais e artificiais espalhadas pelas encostas rochosas dos três vales, é anterior ao período iconoclasta (séculos VIII e IX). Zelve foi um importante centro religioso entre os séculos IX e XIII e aí funcionaram os primeiros seminários da Capadócia. Zelve é frequemente apontado como um dos vales monásticos de ocupação mais antiga e dos últimos a serem abandonados.
Ao contrário do que é comum na Capadócia, as igrejas de Zelve não teem frescos, embora haja umas algumas (poucas) pinturas numa ou outra igreja do vale mais a norte. A decoração das igrejas usa sobretudo motivos abstractos, muitas vezes aproveitando as formas da rocha. Supõe-se que isso se deverá ao facto dos frades de Zelve serem contra a representação de imagens (iconoclastas), provavelmente ainda antes dessas tendências se terem tornado norma. Em muitas igrejas existem cruzes esculpidas, por vezes acompanhadas de outros símbolos.
As instalações comuns do mosteiro encontram-se no vale da entrada, a sul. Consistem numa série de salas escavadas na rocha, interligadas por corredores estreitos e sinuosos. Encontra-se numa parede rochosa a 10 m de altura, no lado do vale oposto à mesquita.

### Igrejas

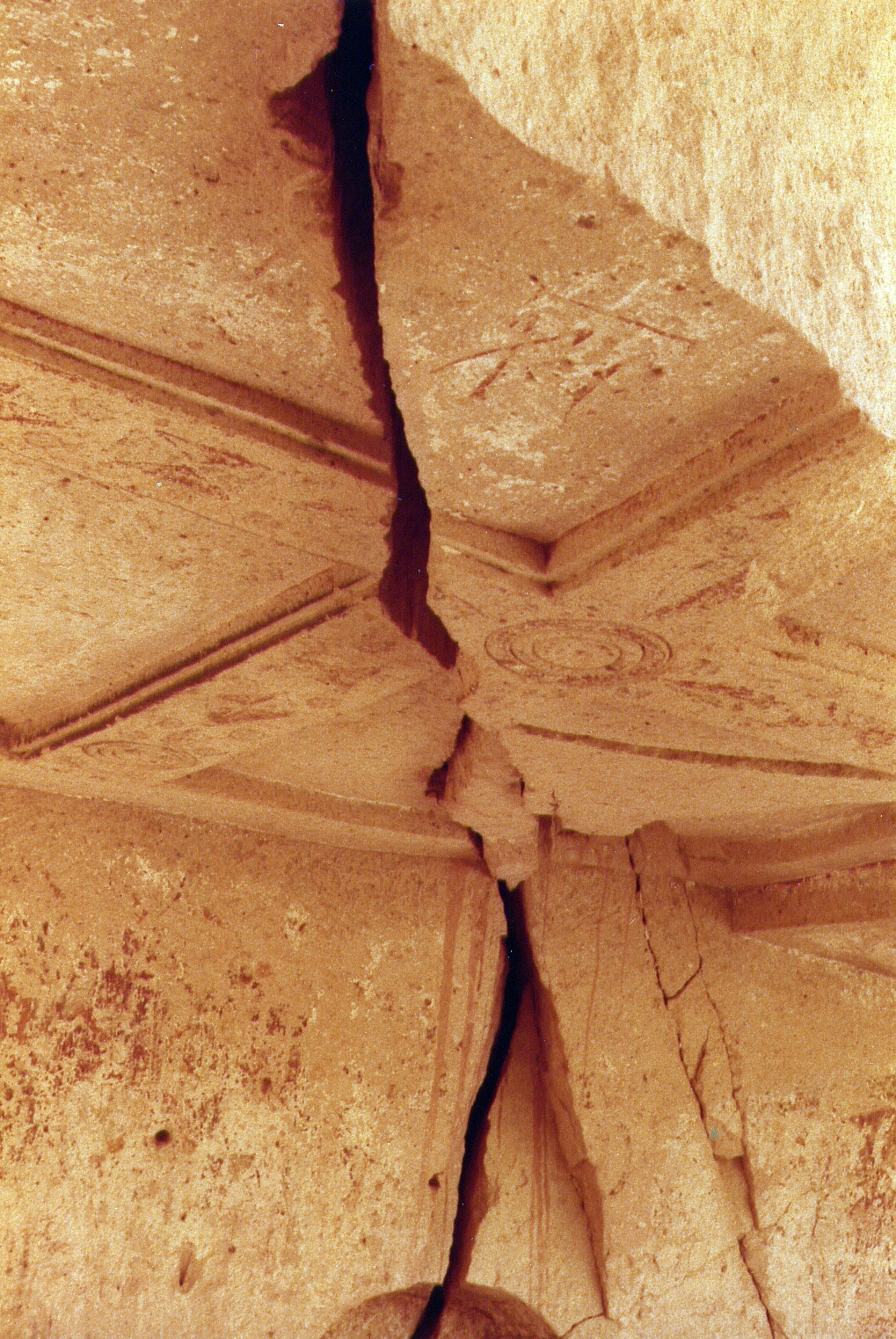
Interior de uma das igrejas.

- Geyikli Kilise (igreja do veado) — Encontra-se num grande rochedo entre o primeiro e o segundo vale. O nome provém de uma imagem que supostamente representa um veado, embora mais provavelmente seja um cordeiro. Uma parte ruiu em 2002 e desde então que se encontra encerrada ao público.[nt 2]

- Vaftızlı Kilise (igreja do batismo) — Situada no vale do meio, tem nichos com cruzes.[nt 2]

- Üzümlü Kilise (igreja das parreiras) — É uma das únicas igrejas com pinturas em Zelve, as quais consistem em parreiras em tons de vermelho e verde[2], numa Virgem com o Menino e os arcanjos Gabriel e Miguel. Encontra-se no terceiro vale, o mais a norte[nt 2]

- Balikli Kilise (igreja do peixe) — É gémea da anterior e tem três absides e uma cruz em relevo no teto. O seu nome provém de um medalhão com uma cruz entre dois peixes que se encontra numa parede.[nt 2]

- Direkli Kilise (igreja das colunas) — Outra igreja do vale mais a norte.